# Huércal de Almería
Huércal de Almería es una localidad y municipio español situado en la parte central de la comarca Metropolitana de Almería, en la provincia de Almería. Limita con los municipios de Viator, Almería, Gádor, Benahadux y Pechina. Cuenta con una población de 18 584 habitantes (INE 2024). Por su término discurre el río Andarax.
El municipio huercalense es una de las nueve entidades que componen el Área Metropolitana de Almería, y comprende los núcleos de población de Huércal de Almería —capital municipal—, La Fuensanta-Villa Inés, La Gloria, El Carmen, Urbanización Club de Tenis, Las Cumbres y Callejones-San Silvestre.

## Toponimia
La palabra huércal parece derivar del árabe warqal, que según la arabista Elena Pezzi significa vergel. El añadido de Almería llegó con la reforma de la nomenclatura municipal de 1916, con la idea de diferenciarla de Huércal-Overa.

## Geografía física

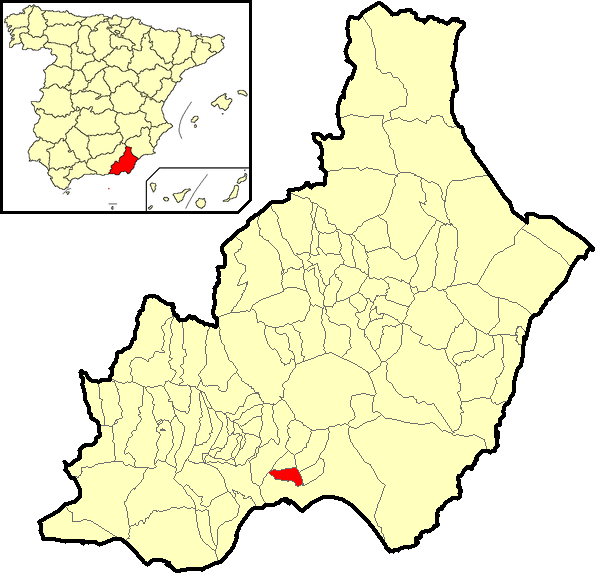
Extensión del municipio en la provincia de Almería

### Ubicación
Integrado en la comarca metropolitana de Almería, se sitúa a 7 kilómetros del centro de la capital almeriense. El término municipal está atravesado por la Autovía del Mediterráneo (A-7) entre los pK 448 y 450, así como por la carretera N-340a.
El relieve del municipio tiene dos zonas diferenciadas. Por el este y el sur se extiende el valle del río Andarax, que hace de límite con Pechina y Viator. Por el oeste el terreno es más abrupto, con numerosas ramblas y barrancos, conectando con la Sierra de Gádor. La altitud del territorio oscila entre los 704 m (Cerro del Puntal), al oeste, ya en la sierra, y los 50 m en la ribera del río Andarax o los 47 m en su lecho. El pueblo se alza a 67 m sobre el nivel del mar. 
| Noroeste: Benahadux | Norte: Benahadux | Noreste: Pechina |
| Oeste: Gádor        |                  | Este: Viator     |
| Suroeste: Almería   | Sur: Almería     | Sureste: Almería |

### Geología
Dentro de su dominio territorial se distinguen dos unidades geológicas diferentes: por un lado, la Sierra de Gádor, que se corresponde con el complejo alpujárride enmarcado en las denominadas zonas internas de las cordilleras Béticas; por otro, las zonas bajas del término, que forman parte de las cuencas neógenas de Almería-Bajo Andarax al este del municipio.
El complejo alpujárride está integrado por una serie de unidades alóctonas cuya facies superior se corresponde a la unidad de Gádor, compuesta por esquistos paleozoicos y cuarcitas. En las proximidades de la ciudad destacan especialmente los afloramientos de calizas que alcanzan en ciertas zonas potencias de hasta 500 m. Estas sierras tienen su origen en la fase distensiva de la orogenia alpina, entre 10 y 5 millones de años, en cuya última etapa, durante el Andaluciense y Mesiniense, tuvo lugar la elevación de la franja costera y la retirada del mar que provocó el relleno de las zonas bajas con materiales sedimentarios.
Las depresiones poseen una base compuesta por sedimentos miocénicos de origen marino, entre los que destacan los conglomerados y sobre los cuales aparecen formaciones turbídicas de origen miocénico, compuestas también por conglomerados de margas y areniscas, y pliocénicos de conglomerados, calcarenitas y calcisiltitas. Los estratos más superficiales son depósitos aluviales cuaternarios de poca potencia.
La zona es punto de contacto de las microplacas ibérica y de Alborán y sus movimientos tectónicos son aún activos. La falla de Carboneras se formó durante el Neógeno debido a la presión que ejercía la de Alborán, desplazada a su vez por la placa Africana. Esta falla cruza la sierra de Carboneras y se adentra en el golfo de Almería en dirección noreste-sudoeste, unos 50 km en tierra firme y 100 km bajo el mar. Es una placa de desgarre, cuyos movimientos se registran de forma horizontal, aunque pueden presentarse también movimientos verticales. Los movimientos sísmicos de la zona, muy habituales, se deben principalmente a la antedicha falla de Carboneras y a las de Alhama de Murcia y Palomares, más alejadas estas de la urbe. Este conjunto de fallas se denomina «sistema de cizalla Trans-Alborán», comenzó su actividad durante el Mioceno y se extiende hacia el noreste hasta Alicante, donde se une a la falla norbética.

### Riesgos naturales
El municipio de Huércal de Almería cuenta con un PTEL que cumple con la Ley 5/2010 sobre autonomía local.

## Historia

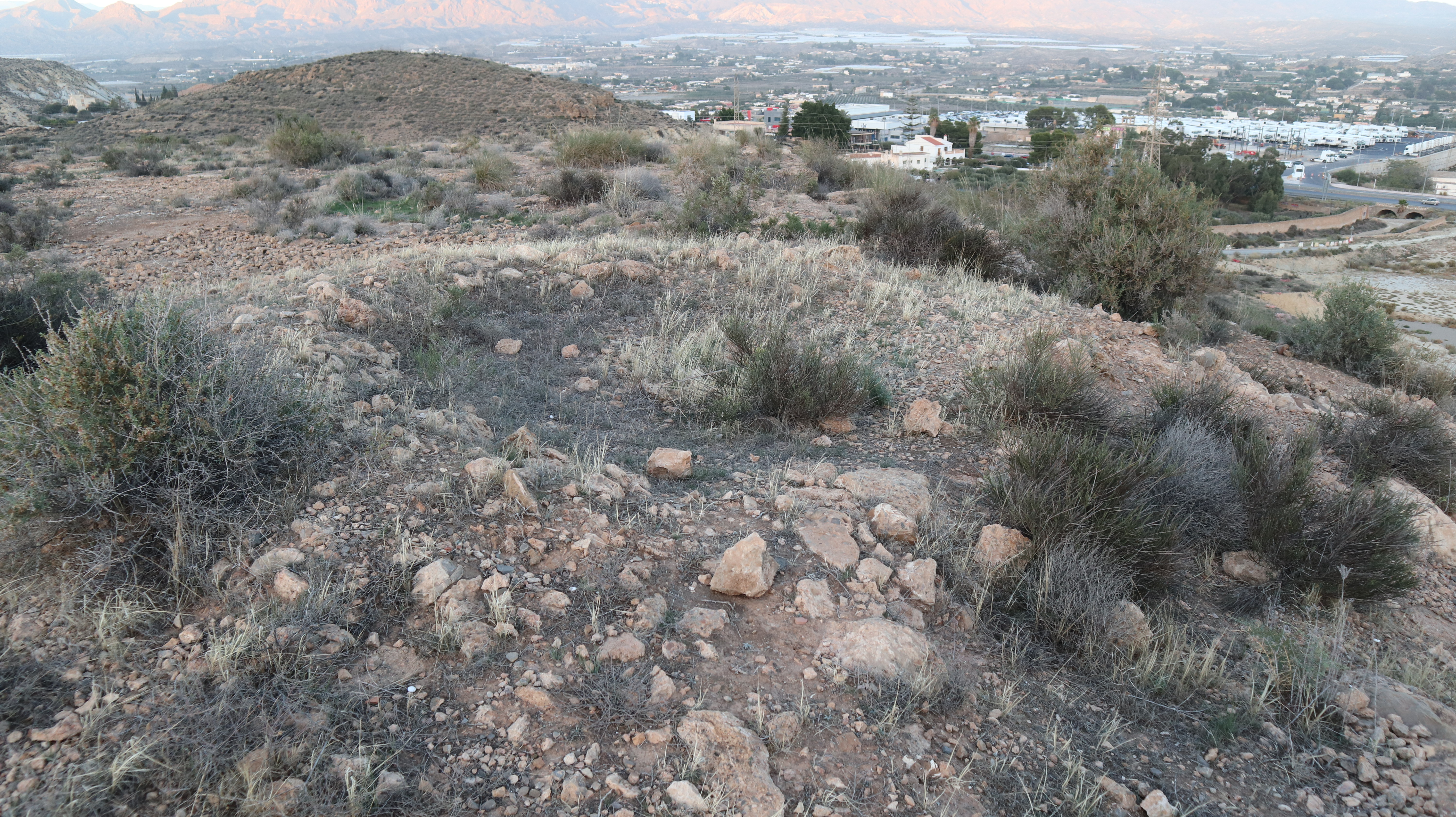
Tholos sobre el barrio de Las Cumbres.

A pesar de que se desconoce la fecha exacta, se han hallado recientemente estructuras funerarias de tipo tholos en cotas bajas de la sierra de Gádor, además de algún megalito en la zona más a sur del municipio. Se especula que puedan datar de la Edad del Cobre y tengan relación con la cultura arqueológica de Los Millares.

### Edad Media
El término municipal de Almería en época árabe, al cual pertenecía Huércal, coincide con el que habían fijado los visigodos y que viene a ser una comarca natural limitada por el mar y por los ríos circundantes. Junto a Huércal formaban parte de la capital las localidades de Roquetas de Mar, Aguadulce, Vícar, Níjar, Gádor, las Salinas, Ribera de la Algaida, El Parador de la Asunción, Felix, Enix, Santa Fe de Mondújar, Rioja, Tabernas, Benahadux, Pechina, Viator, Campo del Alquián y Huebro. Los Reyes Católicos respetan esta distribución y, por un decreto suyo, el 8 de diciembre de 1501 dan al núcleo de Huércal la denominación de arrabal de Almería. Esta concesión, según refleja el legajo 906 del Archivo Municipal, en su página 1, se realiza para que la ciudad de Almería «sea ennoblecida y mejor poblada».

### Edad Moderna
Poco después de la llegada de los nuevos gobernantes tras la Reconquista, los Reyes Católicos promulgaron una ley por la cual se prohibía a los mozárabes habitar a menos de una legua de la línea de costa, por temor a que se pudieran aliar con posibles invasores berberiscos. Así, Huércal de Almería pasaría a ser domicilio de una gran cantidad de expulsados de las murallas de Almería, por hallarse a la distancia justa, sobre un terreno fértil y para el que no era necesario atravesar accidentes geográficos de importancia, hecho este último que le otorgó cierta ventaja con respecto a Viator.
En el Libro de Apeos de Almería de 1573, que se conserva en el Archivo Provincial, se describían así estos parajes: «los arrabales de Almería se extienden por todo el campo hasta el río y el molino de la Torre, que está sobre el río, tomando desde la lengua de la mar el río arriba hasta el molino de la Torre. Desde allí hasta un puente, que está encima de la huerta que llaman el Cordobí, y desde allí por los secanos arriba hasta la Torre de Cárdenas, y desde allí por la sierra hacia la parte de Almería, en que había una rábita, y desde allí sube a un aljibe que está en el camino de Remepipar, y desde allí, hasta los alrededores de la capital». Esta denominación de arrabal se mantuvo a lo largo de los siglos, por lo que en el Catastro de Ensenada de 1752 la descripción que se realiza de Huércal le define como arrabal de la ciudad de Almería.
La permanencia de estos arrabales durante varios siglos obedece a que la Almería moderna sustituye a la musulmana dentro de las murallas de la ciudad. Será a partir del siglo XVIII cuando la urbe sale extramuros y llega ya a la Torre de Cárdenas, al molino de la Torre y al río por el camino que va hacia Cabo de Gata. La condición de Huércal de cruce de caminos, dada su situación estratégica en el centro de una importante y rica comarca, se remonta a la época de los Reyes Católicos, donde ya había un atajo, fuera del camino de Pechina, para acercarse con mayor rapidez a la capital. Ese atajo pasaba por Huércal y llegaba a Almería a través de la Torre de Cárdenas. Su privilegiado lugar hace que por la localidad huercalense pasen cada día miles de gentes, que cruzan la comarca del Andarax. Su situación de encrucijada ha dado pie a que surja una leyenda, la de la mujer peinada, a la que muchos caminantes dicen haber visto por la noche, al borde de una de las carreteras, peinándose con un manantial de agua que la rodeaba. Ese manantial es el de la Peinada, cuya buena calidad del agua hacía que, a mediados del pasado siglo, muchas personas que padecían algún tipo de dolencia bebieran agua del mismo.
Durante el reinado de los Reyes Católicos, la población de Huércal sufrió, al igual que el resto del reino conquistado, la expulsión de parte de sus habitantes y la conversión de otros, en lo que se denomina moriscos. Los censos de 1501 adjudican a la localidad de Huércal un total de 171 habitantes, de los que una gran parte eran moriscos. censo que se vio alterado tras la rebelión de los moriscos en 1568, que provocó la expulsión de la totalidad de esta población, y se trajo a nuevos repobladores.

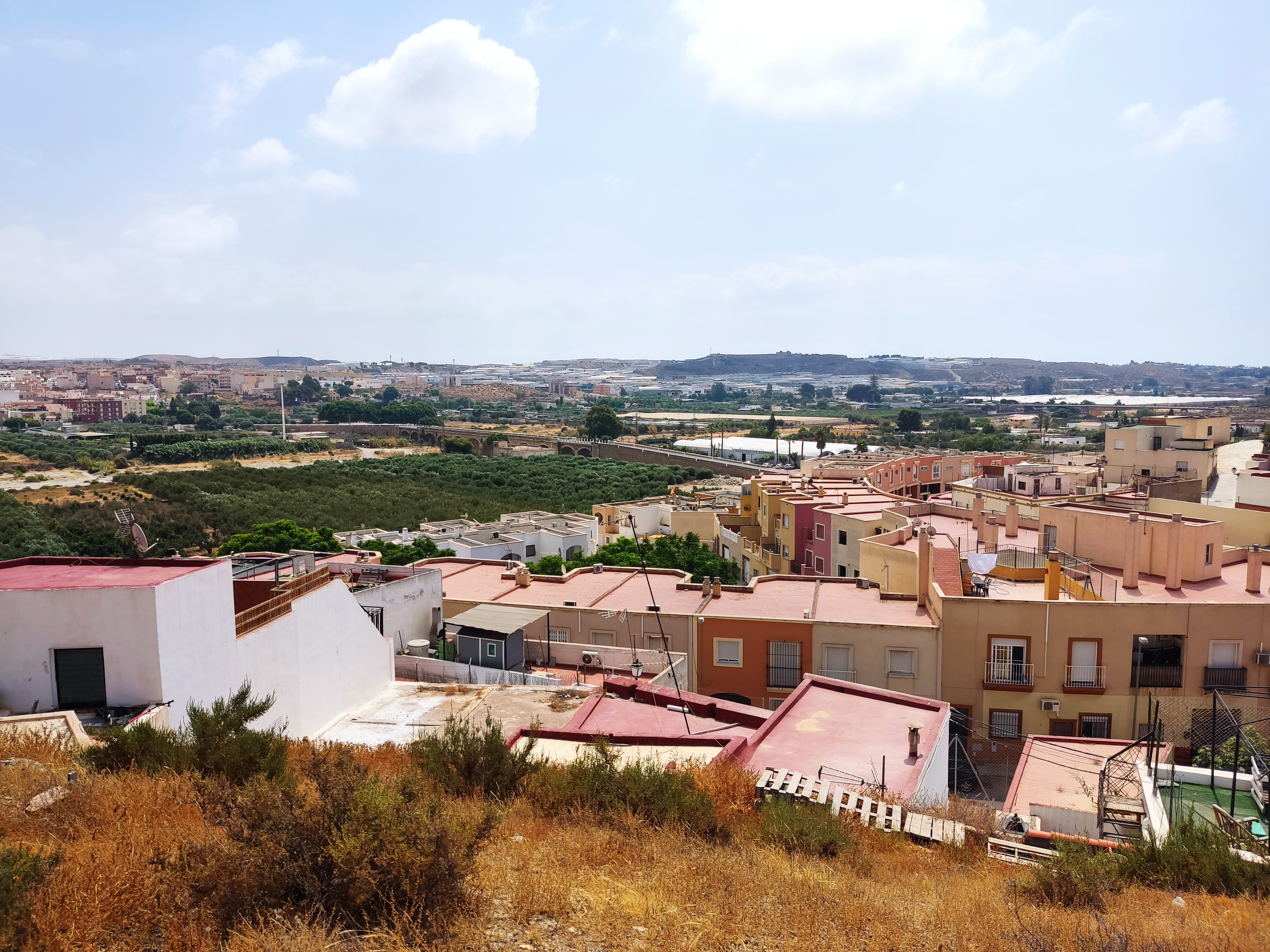
Vista de Huércal con el río Andarax y el puente.

En febrero de 1571 se inicia la repoblación de la capital almeriense y sus zonas de influencia. Por ello, de los 300 moriscos que había entre Almería, Huércal, Viator, Alhadra y El Alquián, se pasa a contar con 150 nuevos pobladores, a los que se da casa en la ciudad y hacienda en la circunscripción.
El crecimiento de la población será bastante lento en esta zona de la provincia. Durante el siglo XVII la capital almeriense cuenta con solo 450 vecinos, de los que la mayor parte son viudas y familiares de clérigos y oficiales de la guarnición. La importancia de este municipio dentro del Área Metropolitana de Almería, le ha hecho contar con su propia parroquia desde 1614 (según la Diócesis de Almería), aunque con anterioridad existen escritos que acreditan la existencia de una iglesia, puesto que los documentos certifican la compra de material y vigas para levantar en dicho núcleo un conjunto eclesiástico. En las actas del Archivo Catedralicio se puede comprobar que el Cabildo declara en 1673 los lugares de Huércal y Viator como suburbios de Almería, cuyo beneficiado viene a decir misa los días festivos. Posteriormente, en 1734, Huércal pasa a ser de nuevo parroquia y se le separa de su anejo Viator, que se constituye en nueva parroquia.

### Edad Contemporánea
En el siglo XVIII el crecimiento será mucho más rápido, y así los censos adjudican a la población huercalense un total de 326 vecinos. Tras su independencia de Almería, a principios del siglo XIX, el municipio erigió su primera casa consistorial en 1856, y la población se vio sometida a los altibajos en el número de habitantes que esta provincia registró en su mayor parte, sobre todo por el hecho de la inmigración. Pese a esos altibajos, la población fue en claro aumento hasta llegar a la actualidad en torno a unos 18 000 habitantes, estando en constante crecimiento gracias al establecimiento en su término municipal de industrias y empresas de la capital almeriense.

#### Anexión a Almería
En el verano del año 1876, los habitantes del municipio solicitan en una reunión de la Comisión Provincial la reanexión de Huércal de Almería a la capital almeriense, movidos principalmente por el hecho de que la mayoría de los terratenientes eran habitantes de la segunda, tributando en ella y no en Huércal. Según el acta del cabildo:

Enterado el ayuntamiento y teniendo en cuenta las razones expuestas por el pueblo de Huercal asi como que siempre fue arrabal de esta ciudad formando parte de su vecindario y que en las dos ocasiones que se ha segregado formando ayuntamiento aparte y constituyendo con independencia su administración municipal a vuelto de nuevo a reconocer la necesidad de restituirse a esta ciudad como arrabal de la misma por los mismos inconvenientes de la falta de condiciones indispensables para constituirse con aquella independencia...

Esta reanexión se haría efectiva el 24 de noviembre de 1876, y duraría un periodo de diez años.

#### Independencia municipal
La independencia de Huércal de Almería como municipio llegó el día 12 de junio de 1887, de mano del por entonces alcalde José Miras, y declarada frente al antiguo ayuntamiento.
Poco después se produjo la llegada del ferrocarril a la localidad, siendo la penúltima parada de la línea Linares Baeza-Almería. Hacia 1892 se empezaron a producir las primeras expropiaciones para su construcción, que fue proyectada para que fuera equidistante entre la ribera del Andarax y la carretera nacional. También se contruyó una sencilla estación, que desde el principio ya fue calificada como insuficiente y que hubo de ser ampliada en 1928, ya que no disponía de muelle para manejar mercancías ni vehículos, además de contar con unas instalaciones exiguas para viajeros. A estos inconvenientes hubo de sumarse también la construcción poco más adelante de la Base Álvarez de Sotomayor en la vecina Viator.

### sigloXX
A principios del siglo XX gran parte de la economía del municipio se basaba en el auge proveniente del cultivo de la uva de Ohanes. A pesar de no ser una zona productora, sí que contaba con diferentes industrias relacionadas. Fue hacia 1931 cuando llegó por primera vez el suministro de agua potable a la localidad.
El año 1915 supuso para Huércal de Almería la llegada del fluido eléctrico, suministrado por la pechinera Sociedad de la Fábrica de la Luz Eléctrica San Indalecio, que operaba una pequeña central eléctrica de carbón. La empresa solicitó la concesión para proveer de electricidad tanto a la población como al propio Ayuntamiento local, que instaló la primera veintena de lámparas en la plaza del pueblo, aunque dos años más tarde la proveedora tuvo que cerrar por haber dejado de ser rentable por lo altos precios del combustible, en el contexto de la Primera Guerra Mundial.
Durante el desarrollo de la guerra civil española, se decomisó a los herederos de Hermann Federico Fischer el Cortijo las Mascaranas, hoy sede del ayuntamiento de la localidad, para su uso como checa del Servicio de Información Militar. En el mismo contexto histórico, el municipio acogió a un número de refugiados malagueños de la Desbandá.
Hacia 1942 se proyecta el lavadero de los Peñoncillos. No sería hasta verano de 1952 que se produjera la llegada de la primera línea telefónica, tras un esfuerzo económico compartido con Viator, que asumiría la mitad del coste para que la línea se extendiera hasta su localidad. Los primeros taxis llegarían a finales de los años 1960.
Lo que se construyó en primer lugar fue una ermita y después se «transforma» en iglesia en el último tercio de la anterior centuria, el obispo Sanz y Torres construye la iglesia y pone en el camarín del altar mayor la imagen de la Virgen de las Angustias, que talló Salzillo por encargo. Ha sido restaurada varias veces, y el 22 de febrero de 2009 finalizaron las obras de la última restauración.

## Geografía humana

### Organización territorial
Además de la cabecera municipal, Huércal de Almería cuenta también con varias entidades de población según el nomenclátor publicado por el Instituto Nacional de Estadística: La Fuensanta-Villa Inés, Las Mascaranas, La Gloria, El Carmen, Urbanización Club de Tenis, Las Cumbres y Callejones-San Silvestre.

### Demografía
Cuenta con una población de 18 584 habitantes (INE 2024).
| Gráfica de evolución demográfica de Huércal de Almería entre 1842 y 2021 |
| |
| Población de derecho según los censos de población del INE Población de hecho según los censos de población del INEEn 1877 este municipio desaparece porque se integra en el municipio Almería En 1887 aparece este municipio porque se segrega del municipio Almería |

#### Distribución de la población
El municipio se divide en las siguientes entidades de población, según el nomenclátor de población publicado por el INE (Instituto Nacional de Estadística). Los datos de población se refieren a 2016.
| Entidad de Población     | Población (2016) |
| ------------------------ | ---------------- |
| Huércal de Almería       | 6847             |
| Callejones-San Silvestre | 17               |
| El Carmen                | 494              |
| La Fuensanta-Villa Inés  | 6556             |
| Los Pinos-La Gloria      | 2749             |
| Total                    | 17 234           |

### Comunicaciones

#### Carretera
Por el municipio discurren las siguientes carreteras:
A-7 Autovía del Mediterráneo: Atraviesa de sur a este del municipio.
N-340 Atraviesa el municipio vertebrándolo en dos.
A-1000 Une al municipio con el de Viator.

#### Autobús
El municipio está conectado a través del Consorcio de Transporte Metropolitano del Área de Almería por 7 siete líneas con diversos municipios del Bajo Andarax, como Viator, Benahadux, Gádor, Pechina, Rioja; al Campamento Militar; a Almería; a la Universidad de Almería y al Centro Comercial Torrecárdenas y Hospital de Torrecárdenas.

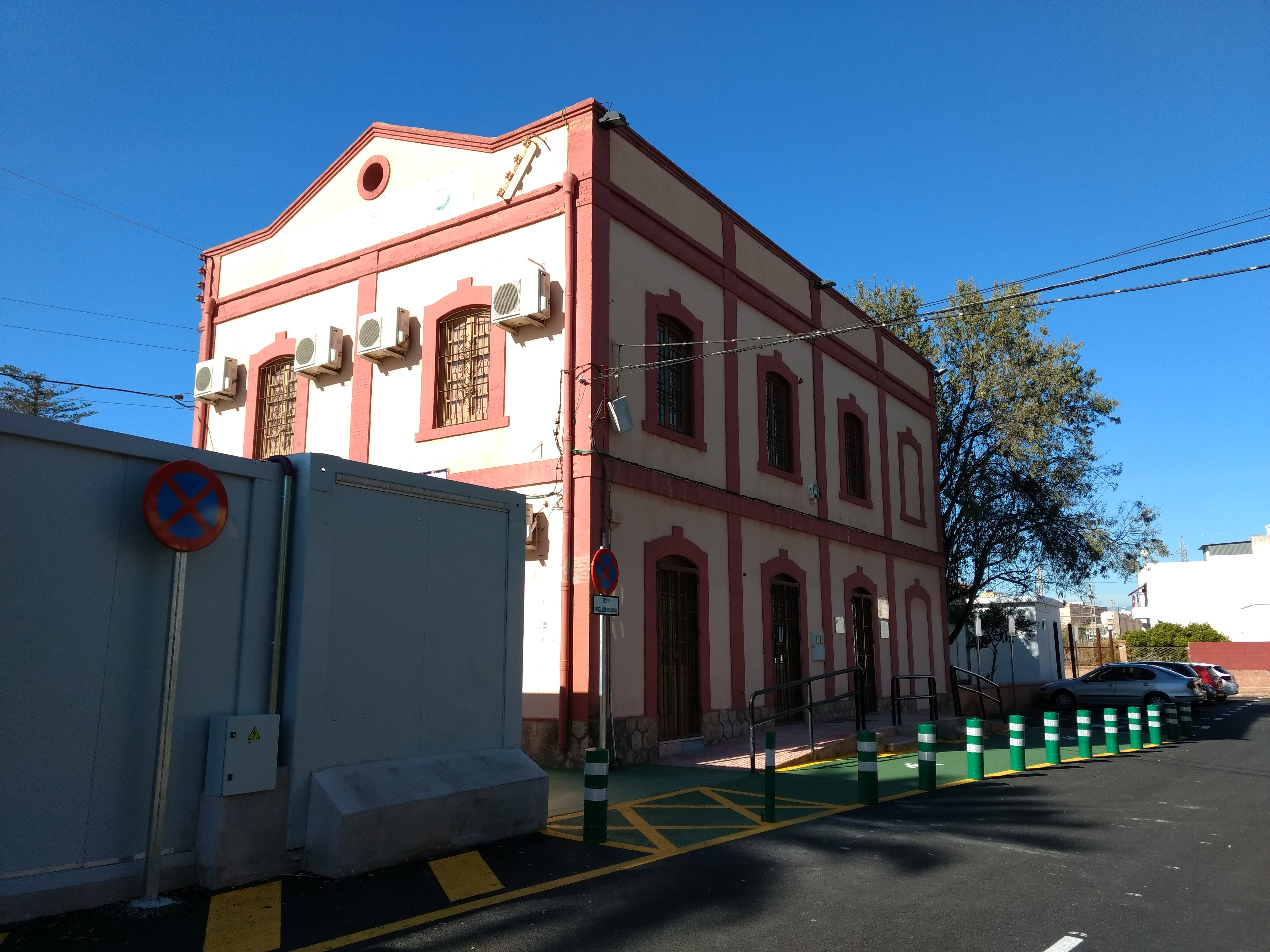
Estación de Huércal-Viator

#### Ferrocarril
Existe una estación de ferrocarril, la de Huércal-Viator, que se encuentra en desuso. Entre el 2018 y el 2021, esta estación estuvo funcionando como punto de entrada y salida de trenes, mientras se hacía un paso a nivel ferroviario en Almería. La estación más cercana en uso es la de Almería.

#### Transporte aéreo
El aeropuerto más cercano es el de Almería, que se encuentra a 11 kilómetros.

### Economía

#### Sector primario
Antiguamente la agricultura era el principal sector económico del municipio, siendo en el 2020 el sector con menos importancia para la economía municipal. El cultivo leñoso ocupa 49 hectáreas, ocupando 25 el de naranja. El cultivo de olivo, principal de secano ocupa 3 hectáreas. Respecto a cultivos herbáceos, se dedican 3 hectáreas, siendo dos de ellas al tomate.

#### Sector secundario
Las cercanas montañas de sierra de Gádor rebosaron de actividad minera hasta principios del siglo XX, con afloramientos de cobre y plomo aunque hoy no quedan más que los vestigios. Además de numerosos Polígonos Industriales extendidos por todo el municipio.

#### Sector terciario

##### Espacios comerciales
El municipio cuenta con el primer parque comercial de medianas superficies de Almería con la construcción en el año 2008 del parque comercial «La Cepa», que ha tenido una gran aceptación por los consumidores ya que al día son más de 10 000 personas de media las que lo visitan para hacer sus compras. Allí se alojan grandes marcas como: Mercadona, Sprinter, Worten y McDonald's entre otras.
En 2020 se inaugura otra superficie comercial, el parque Comercial Cemar, de 45 000 m cuadrados. Algunas de las firmas que se encuentran son: Decathlon, Aldi, Conforama, KFC entre otras.

#### Evolución de la deuda viva municipal
| Gráfica de evolución de Deuda viva del Ayuntamiento de Huércal de Almería entre 2008 y 2019                                |
| |
| Deuda viva del Ayuntamiento de Huércal de Almería en miles de Euros según datos del Ministerio de Hacienda y Ad. Públicas. |

## Símbolos

### Escudo
El escudo de armas del municipio de Huércal de Almería tiene el siguiente blasón:

Escudo de gules, una torre de plata sobre un cerro de los mismos, acompañada de una media luna de plata en el cantón diestro del jefe y de un racimo de uvas, también de plata en el siniestro. El escudo va timbrada con la Corona Real Española.
Decreto 142/1994, de 12 de julio BOJA n.º 28 de 18/3/1994

Fue aprobado, en los términos propuestos, por Decreto de la Consejería de Gobernación de la Junta de Andalucía n.º 28, de 8 de febrero de 1994.

## Administración y política
Los resultados en Huércal de Almería de las últimas elecciones municipales, celebradas en mayo de 2023, son:
| Candidatura   | Candidatura                                     | Votos  | %                               | Escaños                         |
| ------------- | ----------------------------------------------- | ------ | ------------------------------- | ------------------------------- |
|               | Partido Popular (PP)                            | 5166   | 63,66                           | 13                              |
|               | Partido Socialista Obrero Español (PSOE)        | 720    | 8,87                            | 1                               |
|               | Grupo Independiente del Pueblo (GRINP)          | 618    | 7,61                            | 1                               |
|               | Con Andalucía                                   | 574    | 7,07                            | 1                               |
|               | Vox                                             | 549    | 6,76                            | 1                               |
|               | Cs                                              | 199    | 2,45                            | 0                               |
|               | Electores Independientes por Huércal de Almería | 109    | 1,34                            | 0                               |
|               | Almería Avanza                                  | 75     | 0,92                            | 0                               |
| Votos válidos | Votos válidos                                   | 4173   | 98,90                           | 17                              |
| Votos nulos   | Votos nulos                                     | 74     | Participación: \| \| 59,89 % \| | Participación: \| \| 59,89 % \| |
| Votantes      | Votantes                                        | 8188   | Participación: \| \| 59,89 % \| | Participación: \| \| 59,89 % \| |
| Electores     | Electores                                       | 13 670 | Participación: \| \| 59,89 % \| | Participación: \| \| 59,89 % \| |
|               | 59,89 %                                         |        |                                 |                                 |

### Gobierno municipal
- José Miras, primer alcalde del municipio, 1887-
- Miguel Ferrer López, 1908-

#### Durante la Segunda República
- Juan Díaz Díaz, 1931[18]
- Francisco Cortés Ramón, 1931-1934[36]
- Francisco Díaz Díaz, 1934-1936[18]
- Juan Segura Rodríguez, Izquierda Republicana, 27 de febrero de 1936-16 de marzo de 1937[18]
- Juan Morilla Fernández, 16 de marzo de 1937-27 de junio de 1938
- Pedro Moreno César, 27 de junio de 1938-

#### Durante el periodo franquista
- Manuel Quereda

| Periodo   | Nombre                                                                    | Partido              |
| --------- | ------------------------------------------------------------------------- | -------------------- |

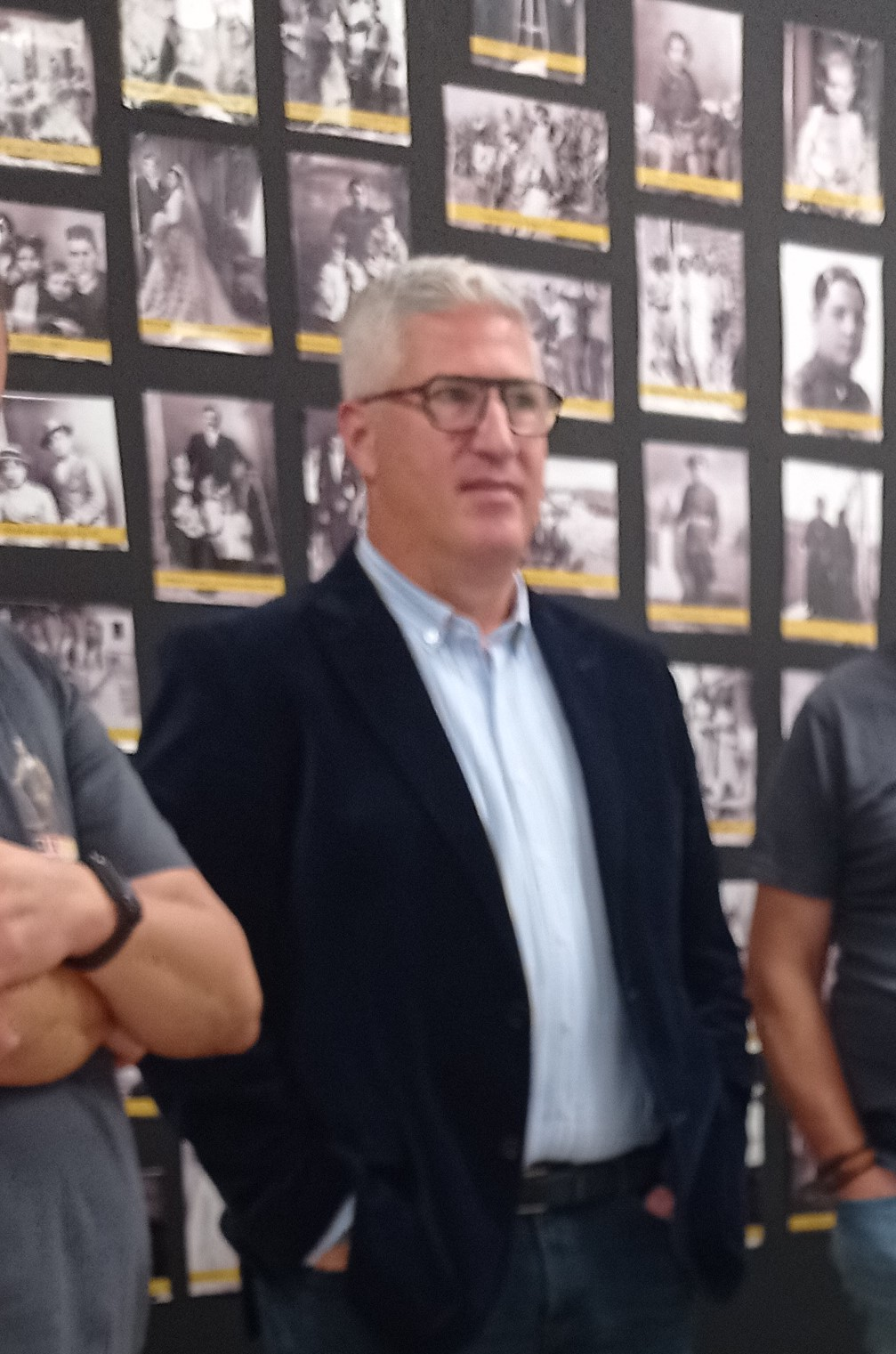
Ismael Torres Miras, actual alcalde de la localidad.

| 1979-1983 | Francisco José Díaz Casimiro                                              | PSOE                 |
| 1983-1987 | Francisco José Díaz Casimiro                                              | PSOE                 |
| 1987-1991 | Francisco José Díaz Casimiro (1987-1988) José Martínez Moreno (1988-1991) | PSOE                 |
| 1991-1995 | José Martínez Moreno (1991-1993) Francisco José Díaz Casimiro (1993-1995) | PSOE                 |
| 1995-1999 | Maribel Rodríguez Vizcaíno                                                | IULV-CA              |
| 1999-2003 | Maribel Rodríguez Vizcaíno                                                | IULV-CA              |
| 2003-2007 | Maribel Rodríguez Vizcaíno                                                | IULV-CA              |
| 2007-2011 | Maribel Rodríguez Vizcaíno (2007-2008) Juan Ibáñez (2008-2011)            | IULV-CA PSOE         |
| 2011-2015 | Juan José López de las Heras                                              | Partido Popular      |
| 2015-2019 | Ismael Torres Miras (2015-18) Ángeles Castillo Muñoz (2018-2019)          | Partido Popular PSOE |
| 2019-2023 | Ismael Torres Miras                                                       | Partido Popular      |
| 2023-act. | Ismael Torres Miras                                                       | Partido Popular      |

## Servicios públicos

### Educación
Posee una amplia oferta de centros educativos, de los cuales destacan:

#### Centros públicos
Institutos de Educación Secundaria
- IES Carmen de Burgos.

Centros de Educación Primaria
- CEIP Buenavista.
- CEIP 28 de febrero.
- CEIP La Jarilla.
- CEIP Clara Campoamor.

#### Centros privados
El Colegio Agave, es el único centro privado y además contempla todas las etapas educativas desde E.Intantil hasta Bachillerato.

### Sanidad
Dispone de equipamientos en el área de salud, con tres consultorios: uno el núcleo de Huércal de Almería; y dos axuliares: uno en La Fuensanta y el otro en el barrio del Potro. Están adscritos al Distrito Sanitario de Almería cuyo hospital de referencia es el Complejo Hospitalario Torrecárdenas.

### Seguridad
En el municipio existe una Jefatura de Policía Local, así como un puesto de la Guardia Civil que presta servicio también a los municipios de la comarca.

### Ocio
Existen dos piscinas municipales en Huércal de Almería.

## Cultura
Existen restos arqueológicos de la Edad del Cobre y medievales, así como los restos de dos tumbas megalíticas en dos yacimientos diferentes.

### Patrimonio

#### Civil

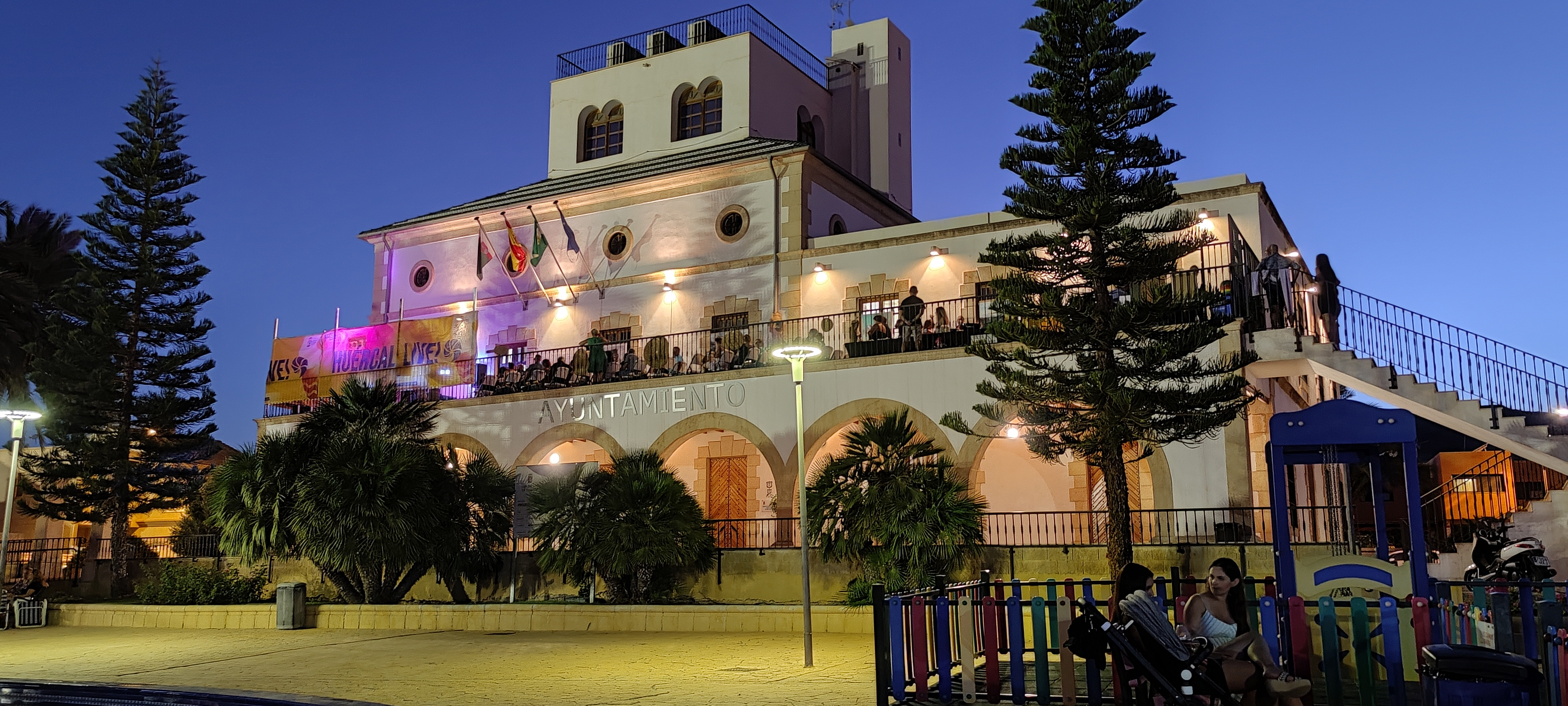
Ayuntamiento de Huércal de Almería

- Cortijo de las Mascaranas (actual ayuntamiento): Erigido a finales del siglo XIX como una instalación de procesamiento de la uva por Hermann Federico Fischer, fue en tiempos de guerra una prisión del SIM. Con la llegada del tercer milenio se transformó para funcionar como casa consistorial[55]
- Palacio de Boleas: Antiguo cortijo del siglo XVIII, que fue derribado en los años 80 del siglo XX, cuya portada fue comprada por el Ayuntamiento de Huércal de Almería e insertado en el edificio de nueva planta de la biblioteca municipal.[56]
- Villa María: Es un palacete burgués protegido como Bien de Interés Cultural. Destaca su fachada, jalonada por dos leones de mármol, y una arcada con capiteles con capiteles compuestos y una escalera y balaustrada de piedra. Las cubierta es plana con una alero pronunciado cubierto por teja curva vidriada sobre un friso corrido de azulejos.[57] Su ubicación obligó a desviar el trazado de la Autovía del Mediterráneo.
- Cortijo Durbán: Cortijo del siglo XIX de carácter eminentemente agrícola. Está construido con estilo ecléctico con influencia de la arquitectura montañesa por la pendiente de la cubierta y la profundidad de los aleros. Realizado en mampostería, cubierto de cal y mortero, ladrillo para los huecos y cubiertas inclinadas a varias aguas de teja.
- Casa Elia: La vivienda más antigua del municipio que sigue en pie, datada a finales del siglo XVIII.
- Canal de San Indalecio, infraestructura hídrica construida para conducir agua potable y de riego desde el cercano municipio de Benahadux hasta la capital, hoy en desuso y ruina progresiva, aunque se conservan un número de acueductos y balsas a pesar de haberse destruido otras secciones como el acueducto de Las Cumbres.
- Lavadero de los Peñoncillos, lavadero público proyectado en 1942.[58]

#### Religioso

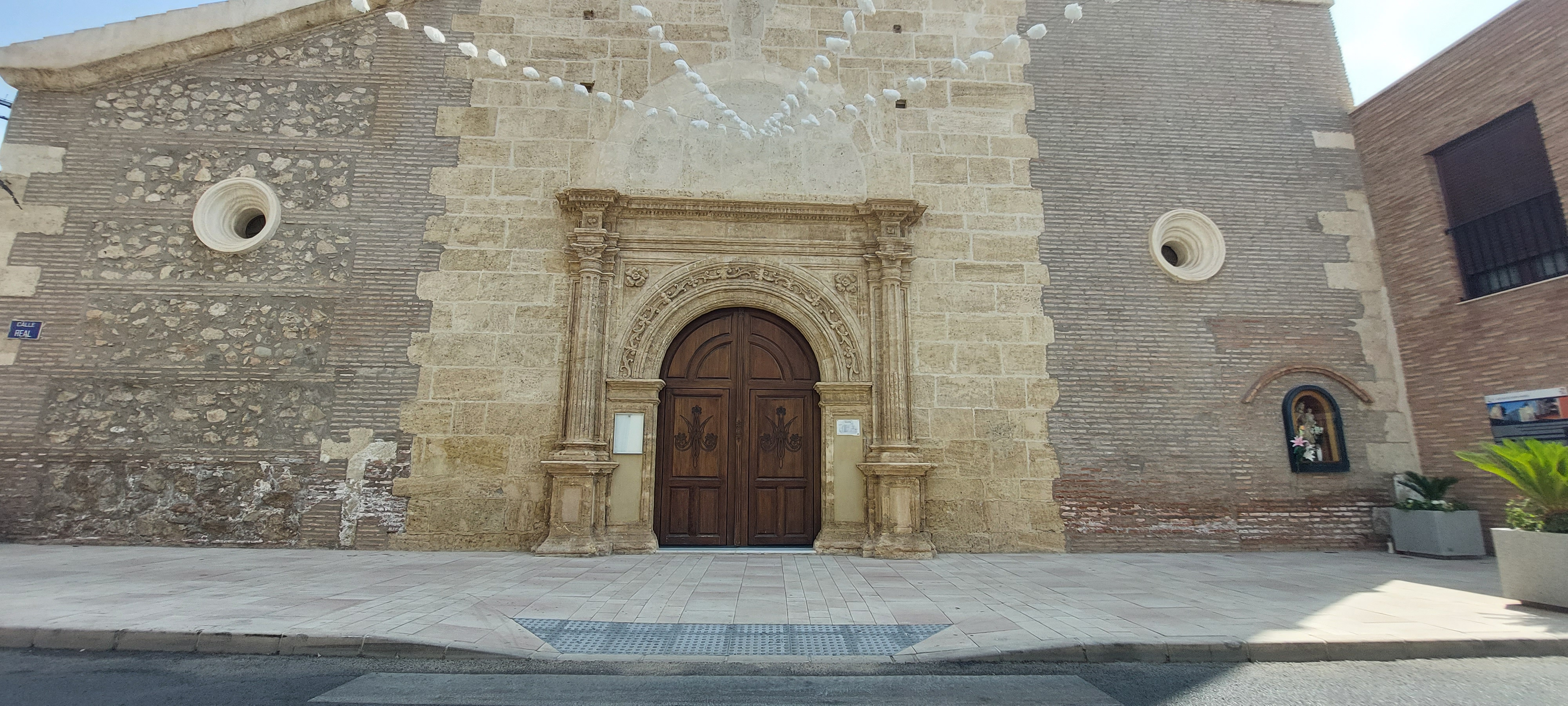
Fachada principal de la Iglesia de Santa María

- Iglesia de Santa María: Construida en el siglo XVI de estilo mudéjar. Dos siglos más tarde, debido al aumento de poblaicón, se realizan unas obras de ampliaicón del templo, añadiendo las naves laterales y una capilla mayor, siendo realizadas estas obras en estilo barroco. Conserva restos de la armadura mudéjar original y arcos de diafragma.[59]

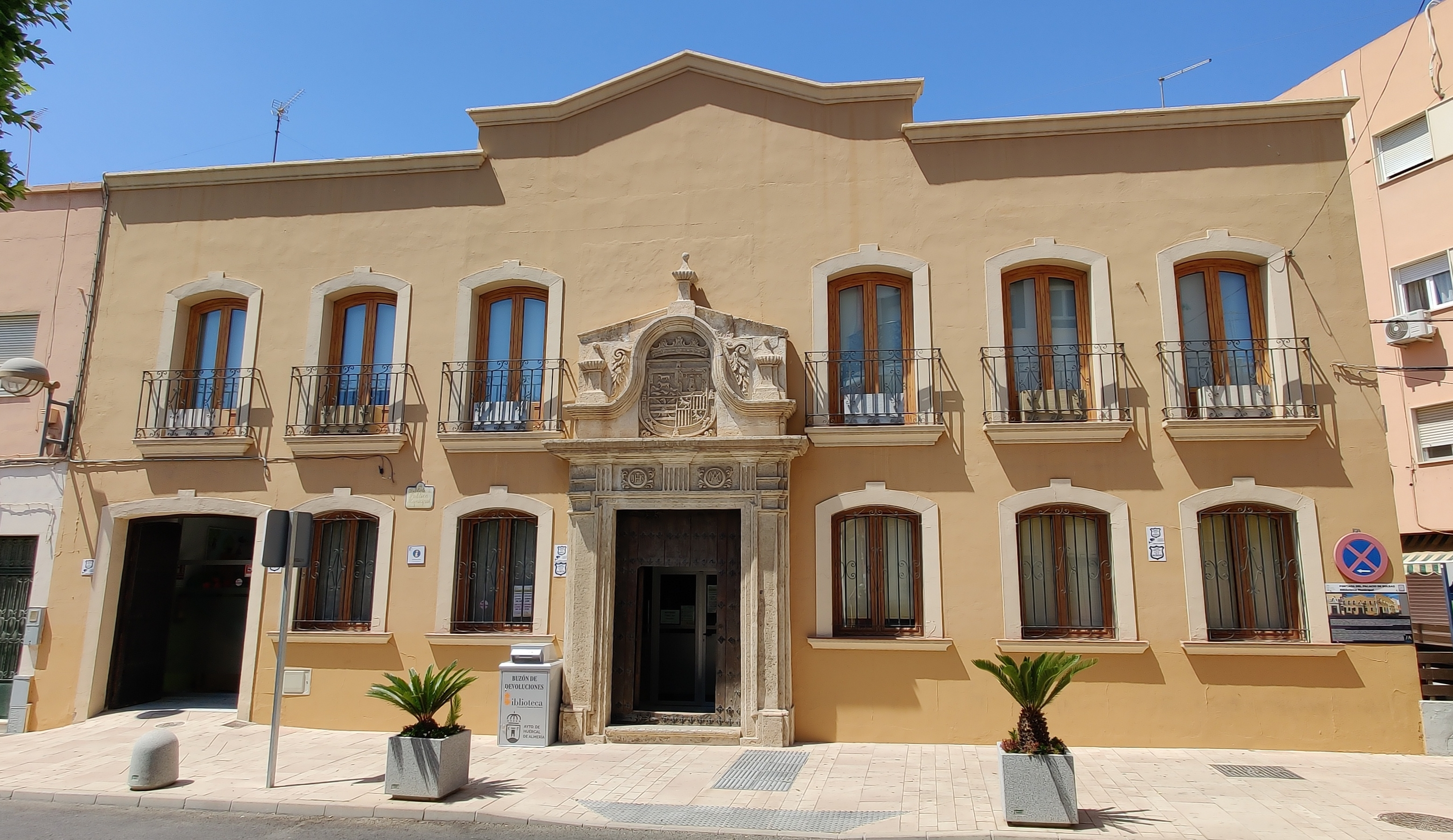
Biblioteca de Huércal de Almería con la portada del Palacio de Boleas.

- Biblioteca de Huércal de Almería con la portada del Palacio de Boleas.Ermita de la Peinada: Construida en el siglo XIX, corresponde al estilo historicista. Es de planta triangular con cubierta a dos aguas rematada por una cornisa de ladrillos de sierra. En la fachada se encuentra un óculo.[60]
- Parroquia de Nuestra Señora de la Fuensanta.

### Entidades Culturales

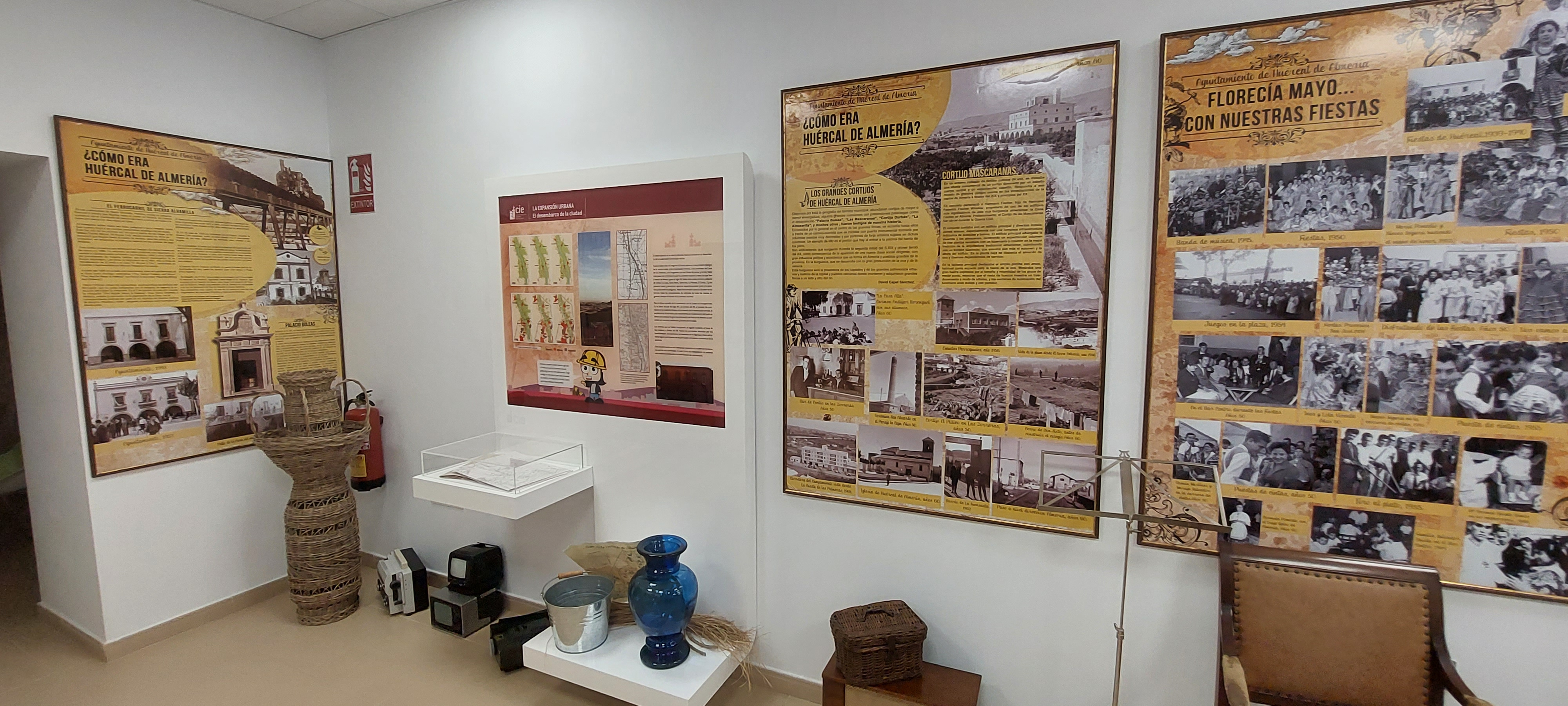
Centro de Interpretación Etnográfica de Huércal de Almería

En el año 2015 se inauguró el teatro multiusos de la ciudad, con una superficie de unos 1000 m² y aforo de 500 personas adaptable para diferentes eventos. Se encuentra en el Paseo del Generalife, también conocido como Bulevar.
El Centro Cultural "Cortijo Moreno", ubicado en el histórico cortijo del siglo XIX homónimo está formador por la Casa de la Cultura, Candil Radio y el "Centro de Interpretación Etnográfica de Huércal de Almería", que cuenta la historia del municipio, desde sus orígenes, importancia de la agricultura y su desarrollo con el entorno, la arquitectura burguesa, la expansión urbana, entre otros. Posee documentos, imágenes y aperos de labranza y otros bienes de interés etnológico donados por vecinos.
Hay una biblioteca municipal ubicada en el centro del pueblo, junto al Mercado Municipal. Realiza diversas actividades culturales además de tener un club de lectura.

### Patrimonio Cultural Inmaterial

#### Camino de Santiago Mozárabe
Huércal de Almería es la primera parada del Camino de Santiago Mozárabe en su salida desde Almería.

#### Feria y Fiestas
Las fiestas patronales se celebran en torno al primer domingo de mayo, conocidas antiguamente por el Patrocinio de San José. En diferentes barrios tradicionales se celebran fiestas tales como La Fuensanta, El Potro y Las Zorreras.
En el barrio del Potro, se celebra una romería en honor a la Virgen del Carmen, donde un grupo de mujeres lleva en procesión desde la ermita del Carmen hasta la Iglesia Parroquial de Huércal de Almería. Una vez allí es engalanada y llevada por la tarde de vuelta a su ermita donde es velada toda la noche.

### Medios de comunicación
Huércal de Almería tiene una emisora de radio municipal, Candil Radio, que cuenta con amplia parrilla de programación, con más de ochenta programas y secciones semanales. La programación, de diversos temas: política, cultura, salud, arte, etc. permiten espacios de difusión y colaboración con asociaciones y entidades. También se desarrollan programas con centros educativos de toda la provincia. Desde 2018 a 2022 ha recibido el galardón de la Mejor Emisora local de España.

## Deportes
Desde el año 2004 tiene un pabellón deportivo, hecho para los XV Juegos Mediterráneos 2005 y también su propio campo de Fútbol. Además en su término municipal se halla el club de Tenis Almería, que también fue sede de los juegos.
El equipo de fútbol AD Huércal representa al municipio desde 1969, jugando en diferentes categorías del fútbol regional.
Así como diferentes pistas deportivas de Fútbol, Baloncesto y Pádel por todo el pueblo.